# Serrat del Feliu
El Serrat del Feliu és una serra situada en el terme municipal de Monistrol de Calders, molt a prop del termenal amb el terme de Talamanca, a la comarca del Moianès, amb una elevació màxima de 620 metres d'altitud.
Està situat a la dreta del torrent de Mussarra, per on passa el termenal esmentat, al nord de la masia de Mussarra i a migdia de la del Bosc.